# Căderea Bastiliei

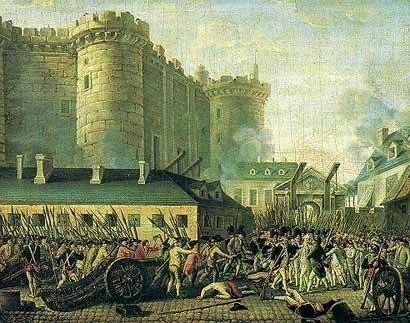
Căderea Bastiliei

Căderea Bastiliei, un eveniment major al Revoluției Franceze, s-a produs la Paris într-o zi de marți 14 iulie în anul 1789. Cu toate că fortăreața medievală cunoscută sub numele de Bastilia mai avea doar șapte deținuți, căderea ei în mâinile revoluționarilor parizieni a reprezentat în mod simbolic sfârșitul Vechiului Regim (Ancien régime, în franceză) și începutul Revoluției Franceze. Predarea închisorii, simbol al tiraniei monarhiei franceze, a zguduit atât Franța cât și restul Europei, ecourile sale ajungând până în îndepărtata Rusie.
Din 1880, 14 iulie este Ziua națională a Franței.
O stradă din București, care unește Piața Romană cu Bulevardul Iancu de Hunedoara, îi poartă numele.

## Conflictul armat
Căderea Bastiliei a reprezentat momentul de început pentru Revoluția franceză când, pe 14 iulie 1789, fortăreața a fost cucerită de revoluționarii care căutau acolo arme și praf de pușcă. O mulțime dezlănțuită, de peste 40.000 de oameni, a pătruns în fort și a luat cele peste 30.000 de puști și 12 tunuri păstrate în interiorul fortului. Demolarea a început pe 16 iulie, la inițiativa unui antreprenor privat, Palloy, care a vândut o parte din pietre ca suveniruri (după ce sculptase pe ele o miniatură a Bastiliei). Majoritatea pietrelor au fost folosite pentru a construi un pod peste Sena, Pont de la Concorde.
În dimineața zilei de 14 iulie 1789, după ce au intrat cu forța în Hôtel des Invalides procurându-și armele necesare, revoluționarii francezi s-au îndreptat spre fortăreața Bastille  pentru a-și face provizii de muniție (praf de pușcă; fotăreața mai îndeplinea și rolul de arsenal al Parisului). Negocierile între revoluționari și Bernard-René Jordan de Launay, guvernatorul fortăreței, au eșuat și acesta a fost luat prizonier și omorât. Începând cu ziua următoare, Bastille a fost complet dărâmată.
În dimineața de 15 iulie, regele Ludovic al XVI-lea a înțeles înfrângerea suferită în fața insurecției cetățenilor parizieni, a dat ordin de retragere a trupelor fidele lui și a revenit asupra schimbărilor guvernamentale făcute în urmă cu câteva zile. În Paris, a fost stabilit un nou primar, într-o nouă structură, numită "Comună" și s-a înființat o armată populară, "Garda Națională". Revoluția s-a răspândit în țară, după modelul parizian, populația organizându-se în municipalități cu scop de auto-guvernare; de asemenea au înființat corpuri ale Gărzii Naționale, ignorându-se autoritatea regală. La 27 iulie, într-un gest de aparentă reconciliere, regele a acceptat o cocardă tricoloră, intrând în Primăria Parisului. În ciuda acestui gest simbolic, nobilii au început să părăsească țara, începând să pregătească un război civil și provocând o coaliție europeană împotriva Franței.